# 腰潞镇
腰陂镇，是中华人民共和国湖南省株洲市茶陵县下辖的一个乡镇级行政单位。

## 行政区划
腰陂镇下辖以下地区：
腰陂社区、腰陂村、仙源村、竹塘村、土沙村、木冲村、石联村、东南村、东山村、龙陂村、石陂村、布庄村、马加村、长义村、珍武村、云盘村、大南村、下清村、军塘村、巨田村、芙冲村、涧洲村、枧田村、月岭村、建民村、左江村、双溪村、麦源村和横屋村。